# Vicia hugeri
Vicia hugeri är en ärtväxtart som beskrevs av John Kunkel Small. Vicia hugeri ingår i släktet vickrar, och familjen ärtväxter. Inga underarter finns listade i Catalogue of Life.